# ボリビア陸軍
ボリビア陸軍（西：Ejército Boliviano）はボリビアの陸軍。

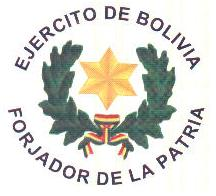
ボリビア陸軍

## 歴史
ボリビア軍は通常、アロマの野原でコチャバンバの民兵がエステバン・アルゼ将軍の指揮下にある王党軍に勝利したことでその歴史をスタートさせたが、制度的には1825年8月6日、上ペルー州の代議員総会によって、ボリバル共和国（後にボリビア共和国に改称)という名前の独立共和国としてのボリビアの独立宣言の直後、有名で無敗のゲリラであるホセ・ミゲル・ランザ将軍の主導の下、1825年8月7日に公式化された。

## 組織
陸軍総司令官（Comandante General del Ejército）の下、以下の職位・組織がある。2024年時点で現役兵総員約22,800人。
- 陸軍総司令部（Comando General del Ejército）
  - 管理部門（Estado Mayor Administrativo）
    - 財務管理部（Departamento Administrativo Financiero）
    - 陸軍福祉総局（Dirección General de Bienes del Ejército）
    - 陸軍情報司令部（Comando de Ingeniería del Ejército）
    - 軍地理研究所（Instituto Geográfico Militar）
    - 陸軍環境保全成果局（Dirección de Producción y Ecología del Ejército）
    - 教義局（Dirección de Doctrina）

  - 教育部門（Estado Mayor Académico）
    - 組織司令部（Comando de Institutos）

### 学校
- 参謀大学校（Estado Mayor Académico）
- 士官学校（Colegio Militar）
- 下士官軍学校（Escuela Militar de Sargentos）
- 指揮参謀学校（Escuela de Comando y Estado Mayor）
- 武器実習学校（Escuela de Aplicación de Armas）
- 音楽軍学校（Escuela Militar de Música）
- 地誌軍学校（Escuela Militar de Topografía）
- 国立高等研究学校（Escuela de Altos Estudios Nacionales）
- 情報学校（Escuela de Inteligencia）
- 軍中学校（Liceo Militar）

### 教育訓練課程
- 軍事落下傘課程（Curso de Paracaidista Militar）
- サティナドーレス課程（Curso de Satinadores）
- 軍事登山課程（Curso de Escalador Militar）第25歩兵連隊「トコピジャ」（Tocopilla）
- 憲兵課程（Curso de Policia Militar ）第1憲兵学校大隊「カピタン・ルイス・サーベラ」（CAP. Luis Saavedra）
- 戦車課程（Curso de Tanques）
- レンジャー課程（Curso de Ranger）
- 森林戦課程（Curso de Selva）

### 軍管区
- 第1軍管区　司令部：ラパス
- 第2軍管区　司令部：スクレ
- 第3軍管区　司令部：タリハ（Tarija）
- 第4軍管区　司令部：ポトシ
- 第5軍管区　司令部：トリニダ
- 第6軍管区　司令部：コビハ

### 作戦部隊
- 10個師団（各師団ごとに任務・特性・規模が異なる）
  - 強襲騎兵群
  - 山岳騎兵群
  - 2個空挺連隊（実際は大隊規模）
  - 2個機械化歩兵連隊
  - 21個歩兵大隊
  - 3個山岳歩兵連隊
  - 5個騎兵群（騎馬）
  - 6個砲兵連隊（実際は大隊規模）
  - 6個工兵大隊
- 独立機甲大隊
- 騎兵連隊
- 大統領警護連隊
- 3個特殊作戦連隊
- 防空砲兵連隊
- 2個航空中隊

## 装備

### 戦車

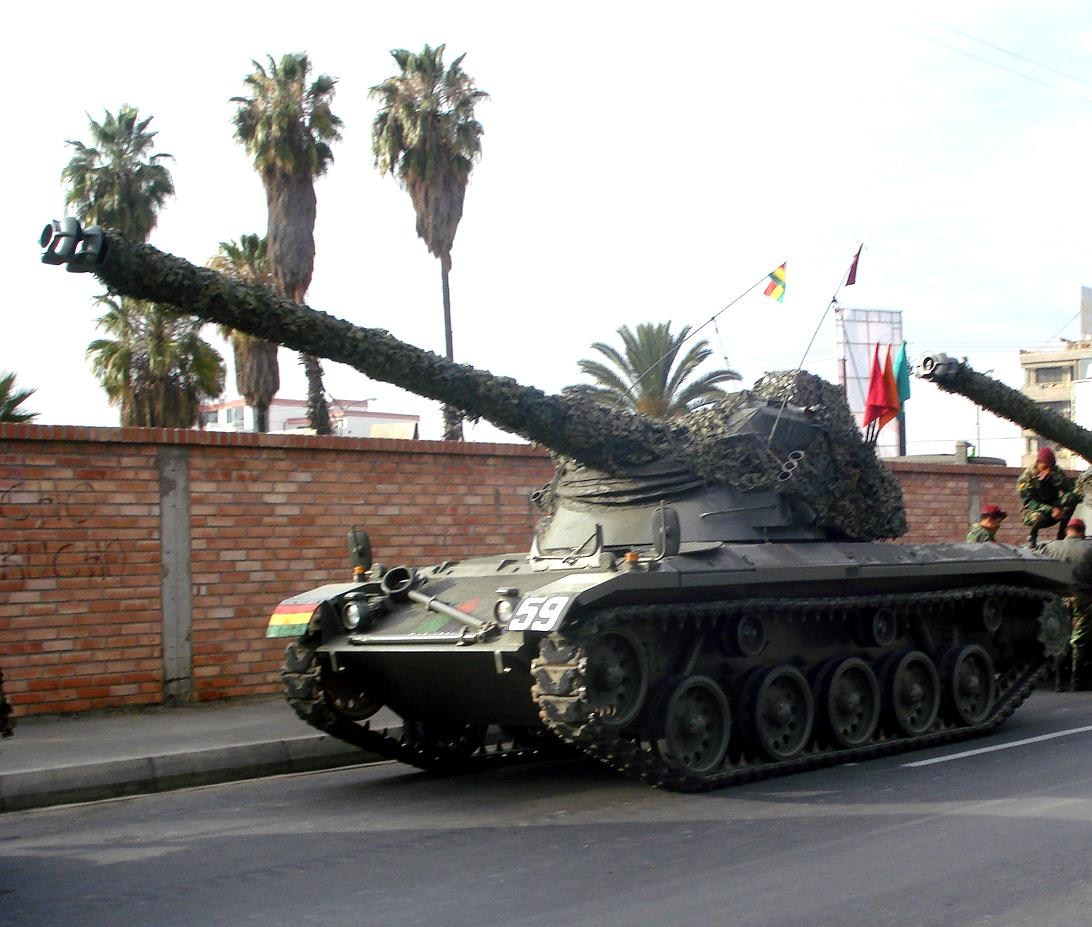
SK-105軽戦車

- SK105A1軽戦車 × 36両[1]
- SK105A2軽戦車 × 18両[1]

### 装甲戦闘車両

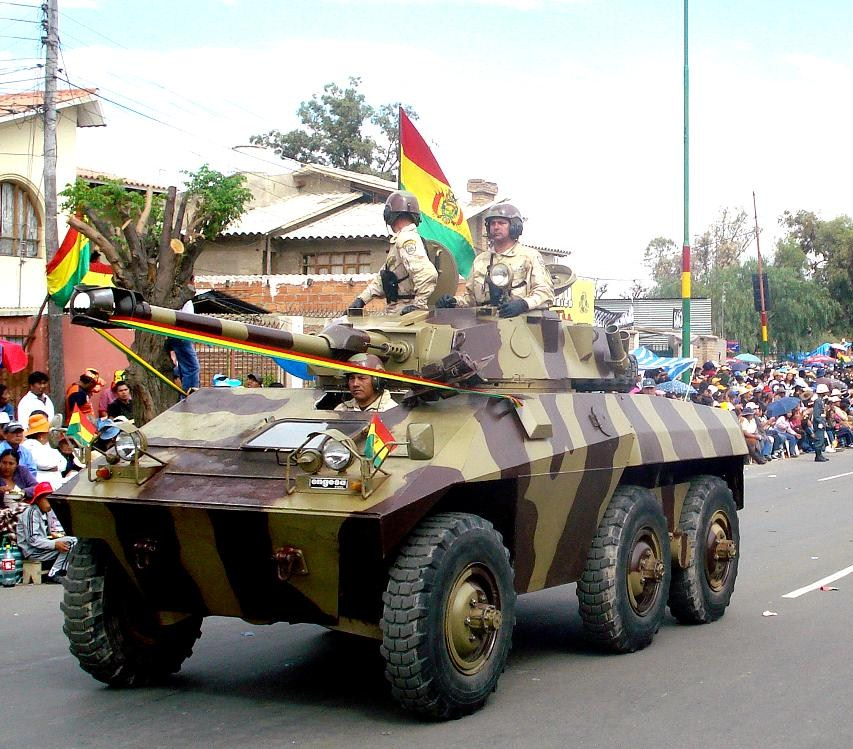
EE-9装輪装甲車

- M113装甲兵員輸送車 × 50両以上[1]
- M9ハーフトラック × 37両[1]
- EE-9装輪装甲車 × 24台[1]
- EE-11装輪装甲車 × 24台[1]
- モワク ローランド（英語版）装甲兵員輸送車 × 22台[1]
- V-100コマンドウ装甲車 × 15台[1]
- Tiger 4x4装甲車 × 19台[1]

### 工兵・支援車両
- グライフ装甲回収車 × 4両[1]
- M578装甲回収車[1]

### 火砲
- M101A1 105mm榴弾砲 × 25門[1]
- M-30 122mm榴弾砲 × 36門[1]
- 60mm迫撃砲M224 × 250門
- M29 81mm迫撃砲、W-87 81mm迫撃砲 × 250門[1]
- M30 107mm迫撃砲[1]
- M120 120mm迫撃砲[1]
- HJ-8対戦車ミサイル（車載型含む）[1]
- M67 90mm無反動砲[1]
- M40A1 106mm無反動砲[1]
- 65式 37mm連装機関砲 × 18基[1]

### 小火器

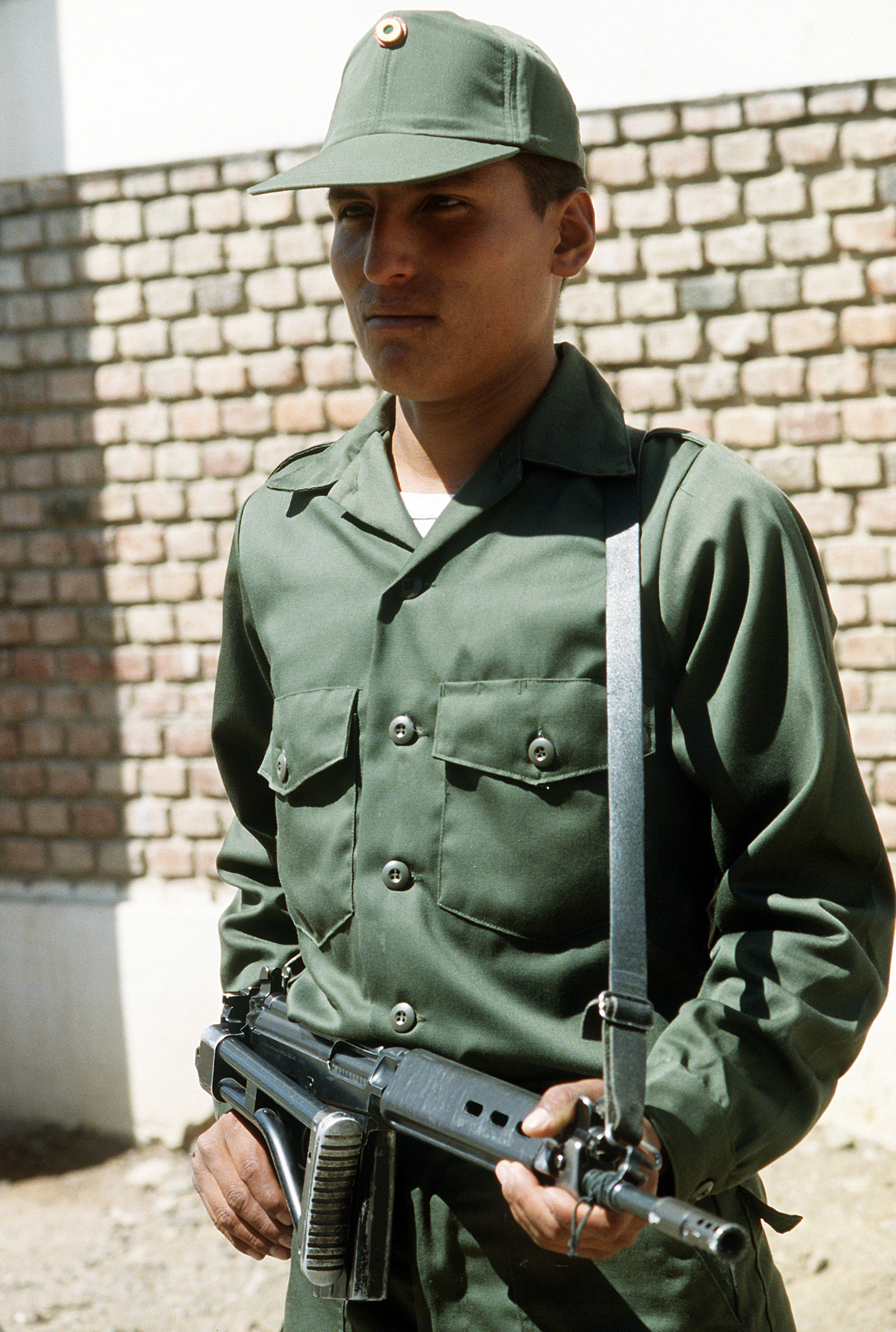
FALパラトルーパーを装備した陸軍兵士

- ブローニング・ハイパワー
- グロック17
- ベレッタM92
- FN FAL
- 56式自動歩槍
- IMI ガリル
- ステアーAUG
- FN MAG
- 56式分隊機関銃
- M72 LAW
- RPG-7
- 89RL

### 航空機

#### 固定翼機
- フォッカーF27-200 × 1機[1]
- ビーチ90 × 1機[1]
- CASA C-212 × 1機[1]

#### 回転翼機
- H425 × 5機[1]